# 猫はやっぱり猫でした
『猫はやっぱり猫でした』(Puttin'on the Dog、1944年10月28日)はトムとジェリーの短編作品の一つ。前作『命の恩人』に続くエピソードで、野犬狩りに再度捕まり、収容所に入れられたスパイクを巡る作品である。日本においてはパブリックドメインである。

## スタッフ
- 監督 - ウィリアム・ハンナ、ジョセフ・バーベラ
- 製作 - フレッド・クインビー(初公開版ではクレジット無し)
- 共同製作 - ウィリアム・ハンナ(クレジット無し)
- 脚本 - ウィリアム・ハンナ、ジョセフ・バーベラ(全員クレジット無し)
- 原画 - ケネス・ミューズ(初公開版では、ケン・ハリス名義)　ピーター・バーネス　レイ・パターソン　アーヴン・スペンス、ビル・リトルジョン(クレジット無し)
- 原画補 - バーニー・ポスナー(クレジット無し)
- レイアウト - ハービー・アイゼンバーグ(クレジット無し)
- 音楽 - スコット・ブラッドリー
- 彩色プロセス - テクニカラー
- 録音プロセス - ウェスタン・エレクトリック
- 制作 - メトロ・ゴールドウィン・メイヤー・カートゥーン・スタジオ（英語版）
- 配給 - メトロ・ゴールドウィン・メイヤー、ロウズ・シアター

## 作品内容
トムとジェリーはいつものように追いかけっこをしていた。しかし、ジェリーは野犬の収容所へと逃げ込んでしまい、トムはジェリーを追いかけられずに困り果ててしまう。中にはスパイクをはじめネコを嫌う猛犬たちが屯していたからだ。
そのうちに一軒の店の軒下に犬のオブジェを見つけたトム。オブジェの首を被り、保健所の中へネコではなく「犬」として侵入しようとしたのだ。うまく犬たちの目を盗みジェリーとの追いかけっこを再開するが、そんな中でジェリーはトムの正体をばらそうとし、トムはそれを阻止し続けながらもジェリーを追いかけ続ける。
ところが、追いかけっこをするうちに頭にたんこぶを作ってしまったトムはオブジェを被れなくなり、遂に正体がばれてしまう。スパイクは牛の鳴き声を上げて威嚇するほど怒り狂う。トムは大勢の犬に追いかけられ、吠えつけられる羽目に。犬の大群の中には例のオブジェを被ったジェリーまでもがトムに吠えていた。

## 登場キャラクター
トム
野犬収容所へ逃げ込んだジェリーを追いかけるために犬のオブジェをかぶって正体を隠す。だがジェリーが正体を暴いたため、最後は犬のオブジェをジェリーに奪われたのち、犬たちから一斉に吠えられ旗掲揚塔の頂上へ追い詰められた。
ジェリー
トムに追いかけられるうちに保健所へ迷い込み、そこに収容されている犬たちにトムの正体を暴く。最後は自身が犬のオブジェをトムより奪ってかぶり、犬たちと共にトムに吠えた。
スパイクら収容された犬たち
迷い込んできたトムを一斉に追いかけて吠えた。